# مجلة الأكاديميين المتقدمين
مجلة الدراسات الأكاديمية المتقدمة (بالإنجليزية: Journal of Advanced Academics) هي دورية أكاديمية محكمة تصدر بشكل فصلي، تُعنى بمجال تعليم الموهوبين، بما في ذلك القضايا الأوسع نطاقًا في تعليم المتفوقين أكاديميًا، مثل برامج المقررات المتقدمة (AP) وبرامج البكالوريا الدولية، والمدارس النموذجية والمتخصصة، وبرامج الامتياز في المرحلة الجامعية. يشغل منصب رئيسي التحرير كل من تود كيتلر (جامعة بايلور) وآن إن. رين (جامعة شمال تكساس). تأسست المجلة في عام 1989 وتنشرها منشورات ساج.

## الفهرسة والاستخلاص
تُفهرس المجلة وتُستخلص في قواعد البيانات التالية:
- محرك البحث الأكاديمي
- أكاديمي سيرش بريميير
- مركز معلومات مصادر التعلم
- PsycINFO
- Zetoc

## وصلات خارجية
- الموقع الرسمي